# 李德立
李德立（英語：Edward Selby Little，1864年－1939年）英国人。毕业于剑桥等大学。1886年22岁时来华传教，1895年，李德立从中国官府得到为期999年的租契，开始把庐山山顶气候凉爽的牯牛岭长冲（东谷）开发为外侨避暑地，并根据英文（清凉）的音译，把牯牛岭简称为牯岭。
他组织了董事会和类似租界工部局的牯岭公司房进行管理，编号出售土地，派设警察，进行完善的市政建设，沿河滩种植了上万株树木，并规定了建筑密度。因此形成溪水潺潺，绿树成荫，一派田园城市风格的风景优美的居住环境。这块避暑地在同一时期西方传教士开发的中国几大避暑地中规模和影响最大，经营也最成功。
1899年，李德立被聘为上海英资卜内门洋行的首任总经理。1904年－1906年间当选为上海公共租界工部局董事。曾竭力主张在租界禁绝鸦片、支持华董进入工部局董事会。1911年辛亥革命时，曾以上海外商代表身份，并作为中间人与六国领事一起参加清政府与革命党在上海的南北和谈，同时得到袁世凯和孙中山的和平勋章。1921年－1923年为澳大利亚驻华商务代表。1929年，李德立离开中国，前往新西兰的凯里凯里开辟新的旅游胜地。

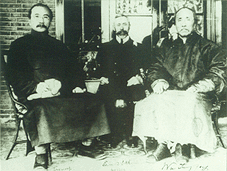
1912年2月12日清帝宣布退位當天，南北议和代表唐绍仪(左)、伍廷芳(右)和英国商人李德立合影，摄于上海戈登路（今江宁路）的李德立寓所。照片下為各人英文簽名。

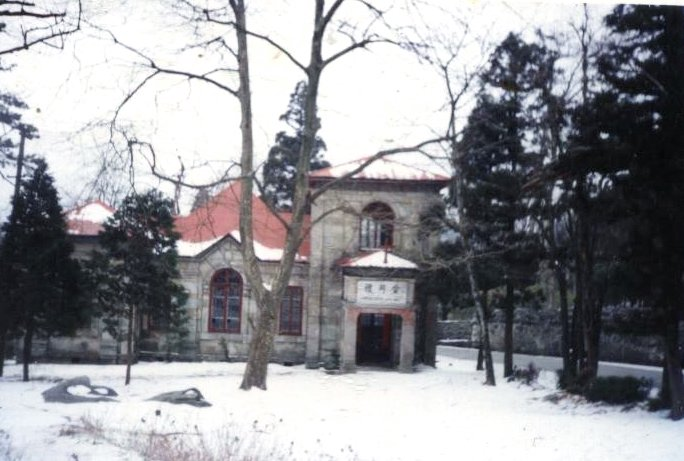
位于牯岭中心的小教堂